# Kurmacz-Bajgoł
Kurmacz-Bajgoł (ros. Курмач-Байгол) – wieś (ros. село, trb. sieło) w Rosji, w Republice Ałtaju, w rejonie turoczackim. Centrum administracyjne osiedla wiejskiego Kurmacz-Bajgołskoje.

## Geografia
Miejscowość leży nad rzeką Bajgoł.

## Demografia
W 2016 roku wieś zamieszkiwało 211 osób.

## Urodzeni w Kurmacz-Bajgole
- Roza Makarowna Pustogaczewa (ur. 1939) – rosyjska onkolog; Zasłużona Lekarz Federacji Rosyjskiej[3].